# Alger Hiss

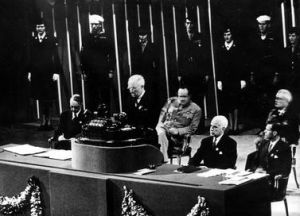
Inauguracyjna konferencja ONZ w San Francisco 26 czerwca 1945, przemawia Harry Truman, na prawo Edward Stettinius i Alger Hiss

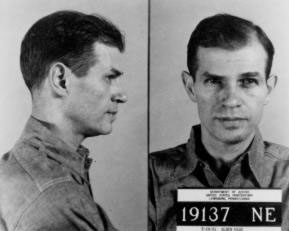
Alger Hiss w czasie odbywania kary w więzieniu Lewisburg

Alger Hiss (ur. 11 listopada 1904 w Baltimore, zm. 15 listopada 1996 w Nowym Jorku) – amerykański prawnik, urzędnik Departamentu Stanu USA (ostatecznie w randze zastępcy sekretarza stanu USA), doradca prezydenta Franklina Delano Roosevelta w trakcie konferencji jałtańskiej, pełniący obowiązki sekretarza generalnego Organizacji Narodów Zjednoczonych w czasie jej powoływania (1945). Agent sowieckiego GRU o kryptonimie ALES.

## Życiorys
Urodzony w rodzinie należącej do wyższej klasy średniej. W wieku trzech lat stracił ojca, który poniósł duże straty w czasie szalejącego wówczas kryzysu finansowego i popełnił samobójstwo. Studiował na Johns Hopkins University, a w 1929 r. wstąpił na Harvard Law School. Po studiach dzięki protekcji sędziego Sądu Najwyższego Felixa Frankfurtera rozpoczął praktyki u znanego prawnika Olivera Wendella Holmesa.
W latach 1930. zaczął pracę w Departamencie Sprawiedliwości, a od 1936 r. był pracownikiem Departamentu Stanu specjalizującym się w sprawach Dalekiego Wschodu. W 1944 r. przydzielono go do zespołu, który miał zaprojektować system instytucji odpowiadających za powojenny ład międzynarodowy. Brał udział w konferencji jałtańskiej. Od 1946 r. kierował think tankiem Carnegie Endowment for International Peace.
Latem przesłuchiwany przed Komisją ds. Działalności Antyamerykańskiej Whittaker Chambers oskarżył Hissa o przynależność do partii komunistycznej. Hiss od początku wypierał się znajomości z Chambersem i związków z komunistami, zyskał też szerokie poparcie przyjaciół i znajomych, którzy nie wierzyli w jego współpracę z komunistami. W czasie przesłuchania 5 sierpnia 1948 r. wypadł bardzo dobrze, ponadto większość członków komisji nie chciała wierzyć w jego zdradę i w związku z tym nie naciskali na Hissa zbyt mocno, jedynie kongresmen Richard Nixon od początku nie wierzył wyjaśnieniom Hissa i doprowadził do konfrontacji z Chambersem, w trakcie której Chambers skompromitował Hissa spójnymi zeznaniami.
8 października tego samego roku Hiss wytoczył Chambersowi proces o zniesławienie, jednak przedstawione przez pozwanego dokumenty potwierdziły jego związki z komunistami. Ostatecznie nie wytoczono mu procesu o szpiegostwo, ale o krzywoprzysięstwo. Skazany w 1950 roku na pięć lat więzienia, wyrok zaczął odbywać w marcu 1951 r. Odbył trzy lata i osiem miesięcy kary w więzieniu Lewisburg.
Zwolniony w 1954 roku, do końca życia pracował jako sprzedawca materiałów biurowych z powodu zakazu wykonywania zawodu prawnika. Po wybuchu afery Watergate stał się bohaterem lewicy, część środowisk zaczęła wierzyć w jego niewinność, a Bard College utworzył katedrę jego imienia.
Po upadku ZSRR ujawniono dokumenty potwierdzające jego agenturalną działalność. W odszyfrowanych w ramach Projektu Venona depeszach sowieckich występował pod kryptonimem ALES.